# Aphonopelma braunshausenii
Aphonopelma braunshausenii är en spindelart som beskrevs av Tesmoingt 1996. Aphonopelma braunshausenii ingår i släktet Aphonopelma och familjen fågelspindlar. Inga underarter finns listade i Catalogue of Life.